# Alexia Duchêne
Pour les articles homonymes, voir Duchêne.
Alexia Duchêne, née le 21 novembre 1995 à Paris, est une cheffe cuisinière française.
Demi-finaliste de la saison 10 de Top Chef sur M6 alors qu'elle a tout juste 23 ans, elle fait partie des plus jeunes candidats de l'histoire de Top Chef à parvenir sur le podium et elle est la plus jeune candidate féminine à parvenir à ce niveau du concours depuis sa création.

## Biographie

### Formation et premières expériences
Née d'un père français et d'une mère britannique, Alexia Duchêne grandit à Paris et prend goût à la cuisine dès l'enfance. À 15 ans, elle abandonne ses études en seconde générale et reprend la même année une seconde en filière professionnelle cuisine au lycée Jean Drouant (école hôtelière) à Paris. Après son bac pro Alexia Duchêne passe un CAP Pâtisserie à l'école Ferrandi, puis commence un BTS de Management Hôtellerie-Restauration à Ferrandi et un travail en alternance chez Taillevent, restaurant deux étoiles à cette époque.
Début 2016, elle interrompt ce cursus et part à Londres travailler avec Greg Marchand à Frenchie Covent Garden. De fin 2016 à fin 2017, elle enchaîne plusieurs expériences : elle travaille avec Simon Rogan au Fera at Claridge's (une étoile Michelin), puis part à Copenhague se former à Studio (une étoile Michelin) avec Tortsen Vildgaard, ancien second de Noma, et à AOC (deux étoiles Michelin). Enfin, de retour en France, elle travaille à Cannes et à Arles dans le restaurant nomade et éphémère Paris PopUp de Harry Cummins, Laura Vidal et Julia Mitton. Fin 2017, elle rejoint Chez Passerini à Paris comme chef de partie avant de devenir seconde de cuisine de Giovanni Passerini, meilleur chef 2017 selon le Fooding.

### Participation à la saison 10 deTop Chef
En octobre et novembre 2018, Alexia Duchêne participe au tournage de la saison 10 de Top Chef, où elle fait partie des candidats les plus jeunes. Des quinze candidats, elle est de plus la première montrée à l'antenne lors du lancement de la saison 10, avec une réinterprétation du poireau-vinaigrette que Philippe Etchebest qualifie d'« extrêmement créatif et extrêmement moderne » . Le chroniqueur Henry Michel voit dans ce choix de montage un signe que l'émission ne « favorisera pas systématiquement la technicité mais l'incarnation et la ronde adéquation du goût ». Discrète à l'écran dans les premières épreuves, elle s'affirme ensuite comme une concurrente redoutable, notamment après avoir gagné l'épreuve du plat monochrome de Yannick Alléno et l'épreuve de la Guerre des Restos, jugée cette année par des journalistes culinaires. Elle se hisse en quarts de finale et se qualifie la première en demi-finale en emportant coup sur coup l'épreuve de Romain Meder au Plaza Athénée et l'épreuve du plat végétal gastronomique d'Alain Ducasse. Elle échoue à se qualifier en finale après avoir été battue par Samuel Albert et Guillaume Pape sur sa propre épreuve de « dessert au bois, foin et myrtilles » inspirée de sa formation à Copenhague.
Le concours est diffusé sur M6 du 6 février au 8 mai 2019.

### Médiatisation et premier restaurant
Fin avril et début mai 2019, au moment de la diffusion des épisodes 12 et 13 de Top Chef, Alexia Duchêne est chef au bar à vins Fulgurances, en Face à Paris pendant deux semaines. Elle annonce également qu'elle sera chef du restaurant Datsha, dont l'ouverture est planifiée à l'été puis automne 2019,.
En juillet 2019, quelques mois après la fin du concours, Alexia Duchêne réalise un entretien avec Melty sur sa formation et sa carrière. Le site titre la vidéo « J'ai vécu des trucs pas cool en cuisine » à partir de propos extraits de l'entretien. Dans les jours qui suivent, ces propos sont repris dans de nombreux médias sur internet sous l'angle du sexisme en cuisine,,,,,. Alexia Duchêne est invitée en octobre 2019 sur France 2 dans l'émission Je t'aime, etc. où Daphné Bürki évoque le fait que sa prise de parole a « un peu brisé l'omerta » relative au sexisme dans le milieu de la restauration. Toujours sur ce sujet, elle est l'une des femmes chefs mises en avant dans un article de Paris Match de novembre 2019 aux côtés d'Amélie Darvas, Stéphanie Le Quellec, Amandine Chaignot et Laura Portelli.
Le restaurant Datsha ouvre au public le 31 décembre 2019 dans le 3e arrondissement de Paris, et commence à proposer sa formule classique à partir du 2 janvier 2020. Le 8 janvier 2020, Konbini réalise un reportage en immersion dans le restaurant. Mis en ligne sur les réseaux sociaux le 14 janvier, il est vu plus d'un million de fois sur Facebook en quatre jours,.

### Autres restaurants
Malgré un démarrage qui fait l'objet de critiques généralement très positives dans la presse, la collaboration d'Alexia Duchêne avec Datsha prend fin pendant le confinement alors que le restaurant projette de se réorienter vers une formule moins gastronomique.
Alexia Duchêne signe la carte du Wanderlust à Paris pour la saison estivale de 2020 et a conçu elle-même quelques cocktails de la carte des boissons ainsi que constitué la brigade confiée au chef exécutif Pierre-Élie Martin.
Alain Ducasse lui confie les cuisines du restaurant Allard pour une résidence de quelques semaines à partir du 14 octobre 2020.
Son livre de recettes intitulé La cuisine d'Alexia, écrit avec la journaliste Céline Maguet, est publié en octobre 2020 aux éditions Marabout.
D'octobre 2021 à octobre 2022, Alexia Duchêne co-signe la carte des voitures-bars des TGV avec Nina Métayer,,.
Début 2022, elle est chef-résidente du restaurant Fulgurances Laundromat à New York,. Elle revient ensuite à la télévision en tant que protagoniste des Nouveaux Explorateurs sur Canal+. Fin 2022, elle signe la carte « néobrasserie » du restaurant Alfred, à Paris,.

## Publication
- Alexia Duchêne et Céline Maguet (photogr. Sandra Mahut), La cuisine d'Alexia : mes recettes & conseils pour cuisiner comme une cheffe à la maison, Vanves/impr. en Italie, Marabout, 7 octobre 2020, 187 p. (ISBN 978-2-501-15451-2)Livre de recettes de cuisine